# Baniaruandas

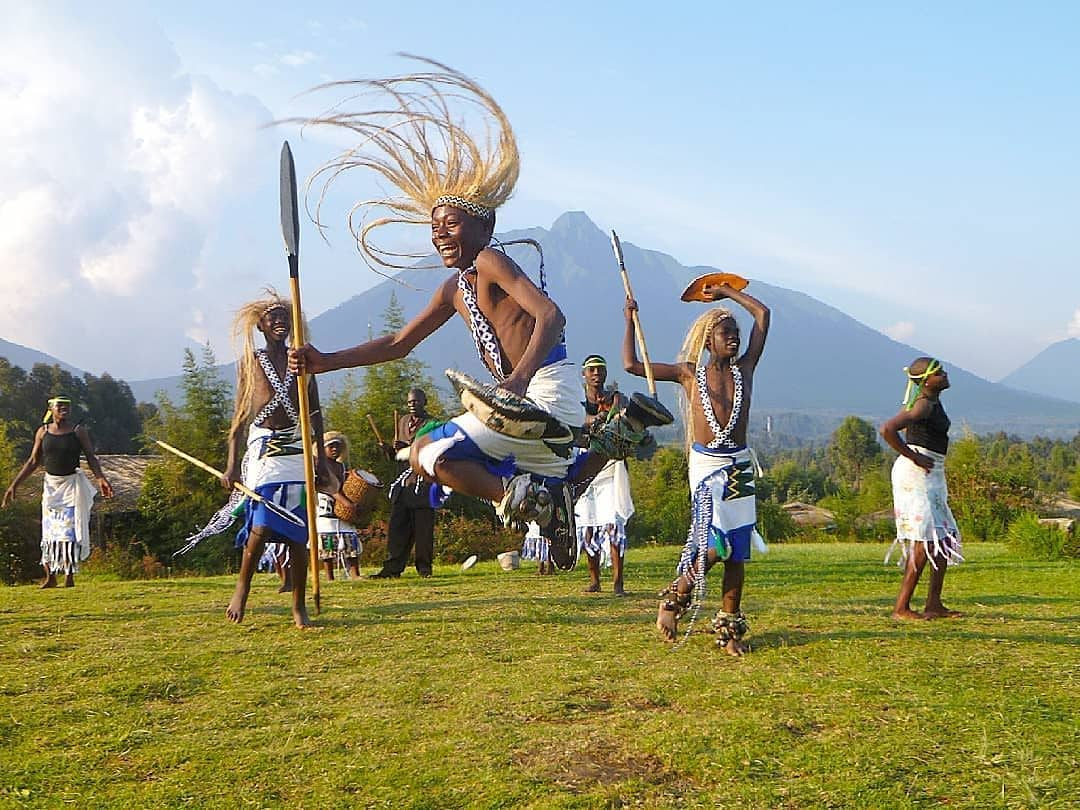
Jovens baniaruandas dançarinos de intore, em 2020

Os baniaruandas (em língua quiniaruanda: banyarwanda ou abanyarwanda, plural; umunyarwanda, singular) são uma supraetnia etnolinguística banta nativa da região dos Grandes Lagos Africanos, principalmente dos países modernos de Ruanda e Burundi. Os baniaruandas também são minorias étnicas nas vizinhas República Democrática do Congo, Uganda e Tanzânia.
Embora a composição étnica do Burundi seja semelhante à de Ruanda, "baniaruanda" é um neologismo político usado quase que exclusivamente em Ruanda desde a década de 1990 para atenuar a divisão étnica dentro do país após a Guerra Civil de Ruanda e o genocídio de Ruanda em 1994. No Burundi, há uma tentativa de cunhar um termo equivalente, sendo chamado de "baniaburundi" ou "baniaurundi".
Na década de 1930, as autoridades coloniais belgas, que controlavam os territórios do Congo Belga e de Ruanda-Urundi na época, implementaram programas para incentivar um grande número de baniaruandas a emigrar de Ruanda-Urundi para o Congo Belga. A população de baniaruandas aumentou posteriormente, com um grande número de pessoas fugindo da violência nesses dois países, especialmente nas décadas de 1960 e 1990.